# 西大野村
西大野村（にしおおのむら）は、大分県大野郡にあった村。現在の豊後大野市、竹田市の一部にあたる。

## 地理
大分川支流・七瀬川の上流域の山間部に位置していた。

## 歴史
- 1889年（明治22年）4月1日、町村制の施行により、大野郡栗林村、綿田村、鳥田村、梨小村、神堤村が合併して村制施行し、西大野村が発足[1][2]。旧村名を継承した栗林、綿田、鳥田、梨小、神堤の5大字を編成[2]。
- 1954年（昭和29年）12月20日、大野郡上井田村と合併し、朝地村を新設して廃止された[1][2]。

### 地名の由来
大野郡と大野郷の西部に位置することから。

## 産業
- 畜産、木炭、タバコ、養蚕、瓦製造[2]